# Cecilio Arpesani
Cecilio Arpesani (Casale Monferrato, 1853 – Milano, 1924) è stato un architetto italiano, esponente del movimento architettonico dell'eclettismo e dello stile lombardo.

## Biografia
Nato da una famiglia di antiche tradizioni liberali piemontese trapiantata a Milano e che aveva vincoli di sangue con i De Agostini, dopo avere frequentata l'Università di Pavia si iscrive alla Scuola Speciale di Architettura presso il Regio Istituto Tecnico Superiore di Milano (successivamente Politecnico) dove ottiene la laurea in ingegneria e architettura nel 1875. Terminato il periodo di praticantato presso lo studio del cugino Ercole, si dà all'attività professionale aprendo uno studio con il fratello Camillo; Cecilio Arpesani tesse relazioni strette con la Società per le Strade Ferrate del Mediterraneo, successivamente confluite nelle Ferrovie dello Stato, e concepisce in Toscana la linea ferroviaria Poggibonsi-Colle Val d'Elsa (1884-1885). Proprio su una collina vicina alla suddetta ferrovia, forse collabora con suo zio Marcello Galli Dunn nel progettare (su preesistenze medievali) il castello di Badia. Ancora in Toscana, a Marina di Pisa, disegna la villa sempre di suo zio Marcello Galli Dunn (professore, politico e facoltoso collezionista: fu proprietario della Madonna Galli-Dunn) oltre alla Chiesa di Santa Maria Ausiliatrice di Marina (1912) in stile neoromanico pisano.
A Samarate, in provincia di Varese, nel 1898 progetta la Villa Ricci al Montevecchio per il ricco imprenditore locale Carlo Ricci
Contemporaneamente si occupa di curare l'amministrazione dei fondi del nobile lombardo Rodolfo Sessa per il quale realizza in stile eclettico fra il 1890 e il 1894 la villa di Cremella (oggi Villa del Bono) e la palazzina di città di via Ariosto, 1 a Milano fra il 1900 e il 1906; del 1897 è l'inizio della costruzione del Palazzo Gonzaga di Vescovado di via Carducci per conto dei principi Gonzaga, marchesi di Vescovado. Contemporaneamente l'Arpesani si dedica alla progettazione di chiese, istituti religiosi e scuole: in particolare vanno ricordati la Basilica di Sant'Agostino di via Copernico (1900-1926), la chiesa di Santa Maria di Caravaggio (1906-1911), la chiesa di Santa Croce (1913-1917), la sede dell'Istituto delle Marcelline di piazza Tommaseo a Milano (1906), la chiesa di Legnanello (1901-1905) e l'asilo Ratti Welcker a Trenno (1903-1908).
Parallelamente alla sua attività di progettista di nuovi edifici, l'Arpesani si dedica all'attività di restauro di antichi edifici fra i quali la cripta dell'Abbazia di San Colombano di Bobbio (1910), con la scoperta ed il restauro dell'antico pavimento a mosaico del XII secolo, il Duomo di Crema (1911-1915), di Cremona (1915-1921) e le chiese di Melegnano e di Ponte Vecchio presso Magenta (1922-23).
Partecipò lungamente alla Commissione igienico-edilizia del Comune di Milano fra il 1910 e il 1920, diede impulso alla Scuola professionale di Monza e fu socio onorario dell'Accademia di Belle Arti di Milano dal 1895; nel 1912 fu, insieme al Boito, al Moretti e altri, membro della giuria che dovette giudicare i progetti del secondo concorso per la facciata della nuova costruenda Stazione Centrale di Milano. Fu padre di Giustino Arpesani (1896-1980), avvocato, diplomatico e politico.

## Archivio
L'archivio dell'architetto Cecilio Arpesani, non disponibile al pubblico, comprende copialettere, opuscoli e periodici, progetti di architettura e restauro, progetti di decorazione e mobilio, fotografie d'epoca, una trentina di lastre fotografiche originali, acquerelli, schizzi, bozzetti e disegni vari, nonché studi e disegni per maniglie e impugnature di chiavi. Copialettere (1885-1924): 28 volumi composti da circa 400 pagine cadauno (manca il volume corrispondente al 1888) che raccolgono una o più annate ciascuno. Progetti (1875-1923): 44 progetti di architettura e restauro riguardanti case, ville, edicole, chiese, santuari, istituti religiosi, asili; 1 progetto di tratta ferroviaria in collaborazione; 2 progetti di decorazione e mobilio. Opuscoli-periodici.

## Altre opere
- Villino Cattoretti (Casorate Sempione)